# Mechanics of Dysfunction
Mechanics of Dysfunction è il primo album in studio del gruppo musicale canadese Beneath the Massacre, pubblicato il 20 febbraio 2007 dalla Prosthetic Records.

## Tracce
1. The Surface – 2:41
2. Society's Disposable Son – 3:28
3. The System's Failure – 3:29
4. The Stench of Misery – 2:57
5. Untitled – 0:59
6. Modern Age Slavery – 3:22
7. The Invisible Hand – 3:08
8. Better Off Dead – 2:36
9. Long Forgotten – 3:34
10. Sleepless – 3:47

## Formazione
- Elliot Desgagnés – voce
- Christopher Bradley – chitarra
- Dennis Bradley – basso
- Justin Rousselle – batteria